# Naim Frashëri
Naim Frashëri, írói álnevén D. Keto (Frashër, 1846. május 25. – Konstantinápoly, 1900. október 20.) albán költő, író, műfordító, újságíró, politikus, az albán nemzeti mozgalomban vezető szerepet vállaló Frashëri fivérek középső tagja, Abdyl öccse és Sami Frashëri bátyja. Az albánok nagy nemzeti költője („az albán Petőfi”), a nemzeti romantika korszakának legnagyobb hatású, az albánok nemzeti egységéért hazafias lírával küzdő alakja, a korszerű albán irodalmi nyelv egyik megteremtője. Életművének hatása számottevő a 20. század elejétől felnövekvő albán költőnemzedékek művészetére.
Dél-albániai bektási család sarja volt. Élete során mindvégig az Oszmán Birodalom köztisztviselője volt, először albán területen, majd az 1870-es–1880-as évek fordulójától Konstantinápolyban. A Porta szolgálata nem tántorította el attól, hogy az oszmán érdekekkel szemben az albán nemzeti felemelkedés ügyét szolgálja: egyik vezéralakja volt az albán hazafiak szervezte Sztambuli Bizottságnak, segítette az albán nyelvű könyvkiadás ügyét, előmozdította hazafias és irodalmi társaságok alapítását, albán tannyelvű iskolák megnyitását. Ennél jelentősebb szolgálatot tett az albán öntudat megerősödésének költészetével. Hazafias verseiben hol lázas hévvel az ellenállásra és harcra buzdított, hol megkapó idillekben ecsetelte az albán vidék szépségét, az albán életmód tisztes egyszerűségét. A délalbán népnyelvből merítve megújította az albán irodalmi nyelvet, addig ismeretlen formanyelvi és prozódiai megoldásokat szólaltatott meg anyanyelvén. Költői munkásságának kiemelkedő darabjai a Shqipëria (’Albánia’) című hazafias szózat (1880), a Bagëti e bujqësija (’A jószág és a földművelés’) című pásztorköltemény (1886), a bektási hagyományokban megfogant Qerbelaja (’Kerbela’) című vallásos epikus költemény (1898), valamint a Kasztrióta György albán fejedelem hőstetteit, török ellenes harcait megéneklő, Istori’ e Skënderbeut (’Szkander bég históriája’) című hősköltemény (1899). Anyanyelve mellett perzsa és görög nyelven is írt verseket.

## Életútja

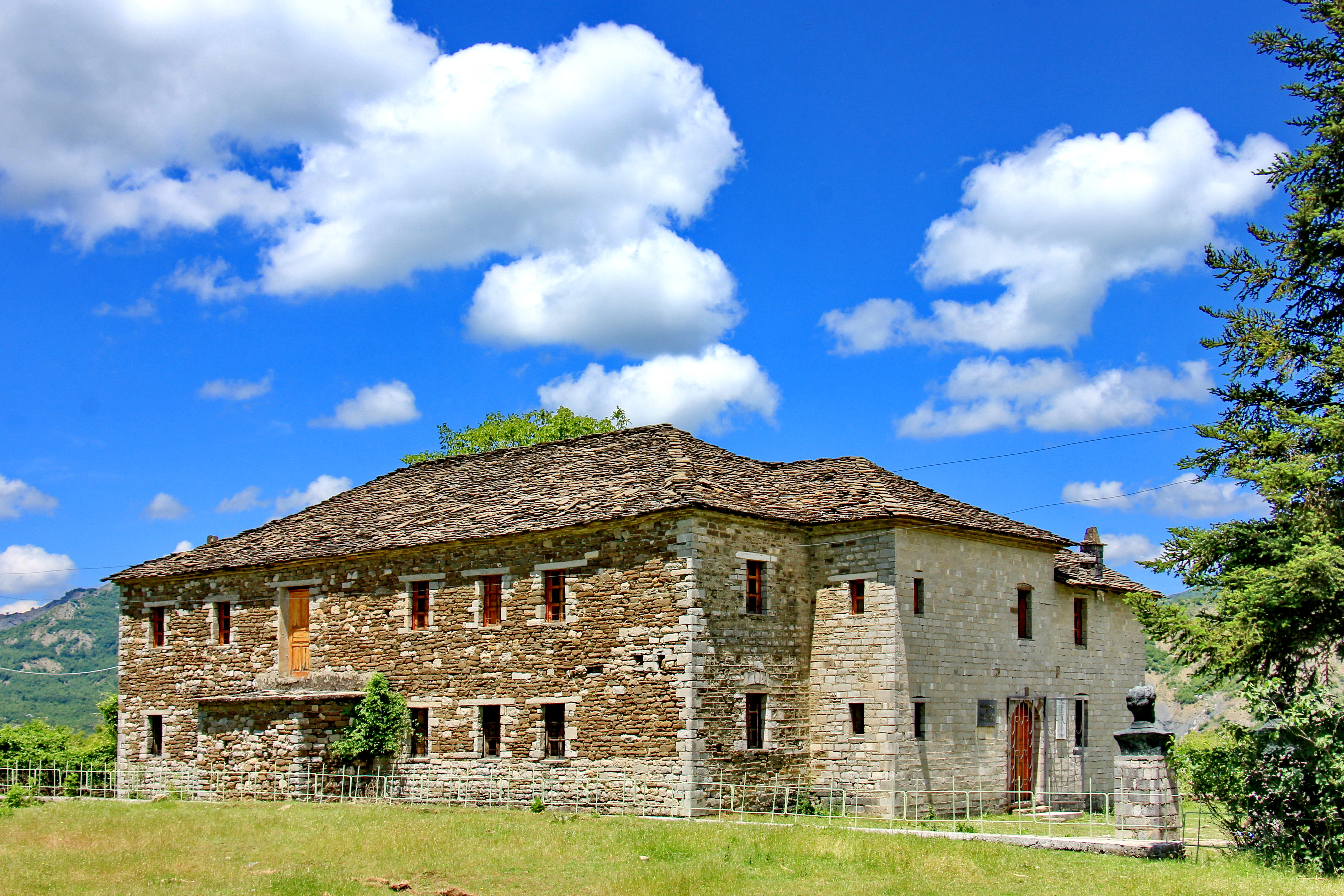
A Frashëri fivérek frashëri szülőháza, ma emlékmúzeum

A dél-albániai Frashërban született nagy múltú bektási muszlim földesúri család sarjaként, Halid Frashëri bég (1797–1859) és Emine Imrahor (1814–1861) nyolc gyermekének egyikeként. Szülőfalujában a bektási tekke szerzetesei oktatták, műveltségükkel nagy hatást gyakoroltak a fiatal Frashërira. Már gyermekkorában megismerkedett a török, a perzsa és az arab nyelvvel. Szüleik halála után legidősebb bátyjuk, Abdyl Frashëri lett a családfő. 1865-ben Janinába költöztek, ahol Naim Frashëri a görög tanítási nyelvű Zoszimaia gimnázium tanulója lett. Itt ismerkedett meg a haladó nyugat-európai irodalmi és művelődési irányzatokkal, az otthonról hozott panteisztikus bektási felfogás, a klasszikus perzsa költészet hatása ötvöződött a felvilágosodás korának deista világképével, Descartes, Voltaire és Rousseau eszméivel.
Középiskolai tanulmányait 1870-ben fejezte be. Ezt követően Konstantinápolyba ment, de gyerekkorától makacs betegsége, a gümőkór a nagyvárosi környezetben kiújult, ezért csakhamar visszatért az albániai hegyek közé. Először Beratban dolgozott az Oszmán Birodalom köztisztviselőjeként, majd 1874 és 1877 között a sarandai vámhivatal tisztviselőjeként kereste kenyerét. 1877–1878-ban az ausztriai Badenben tartózkodott, hogy súlyos lumbágójából kikezeltesse magát. Az elkövetkező évek kronológiáját illetően ellentmondásosak a források: vagy rögtön 1878-ban, vagy csak 1881-ben, esetleg 1882-ben visszatért Konstantinápolyba, és a konstantinápolyi sajtóhivatal cenzori osztályának munkatársa, idővel vezetője lett.
Fivérei, Abdyl és Sami Frashëri ebben az időszakban, 1877-től az albán nemzeti mozgalmat és a Prizreni Liga tevékenységét szervezték. Naim Frashëri ekkor még inkább távolról követte az eseményeket, bár 1880-ban írt Shqipëria (’Albánia’) című hazafias költeménye a mozgalom egyik programadó dala lett. Amikor azonban 1881 tavaszán hírül vette a Prizreni Liga bukását és Abdyl bátyja bebörtönzését, ő is bekapcsolódott a konstantinápolyi albán hazafias szervezetek tevékenységébe, 1882-ben a bátyjai által 1877-ben alapított Sztambuli Bizottság (Komiteti i Stambollit) tagja és egyik vezéralakja lett. Bár az Oszmán Birodalom közhivatalnoka volt, az elkövetkező években költői munkásságán túlmenően is eredményesen tudta segíteni az albán nemzeti mozgalom ügyét. Többek között segítette Kostandin Kristoforidhi albán (toszk) leíró nyelvtanának megjelentetését (1882), a Drita (’A Fény’) irodalmi folyóirat kiadását (1883), a bukaresti albán nyomda beindítását (1883), a szófiai albánok irodalmi társasága, a Dëshira (’Óhaj’) megszervezését (1893), valamint ő járta ki az engedélyeket, hogy Gjerasim Qiriazi 1891-ben Korçában megnyithassa az első albán leányiskola kapuit.

### Családja
Fivére, Abdyl révén unokaöccse volt Midhat Frashëri (1880–1949) politikus, diplomata, publicista. Leánya, Asije 1895-ben Murat Toptani szobrász, politikus felesége lett.

## Munkássága

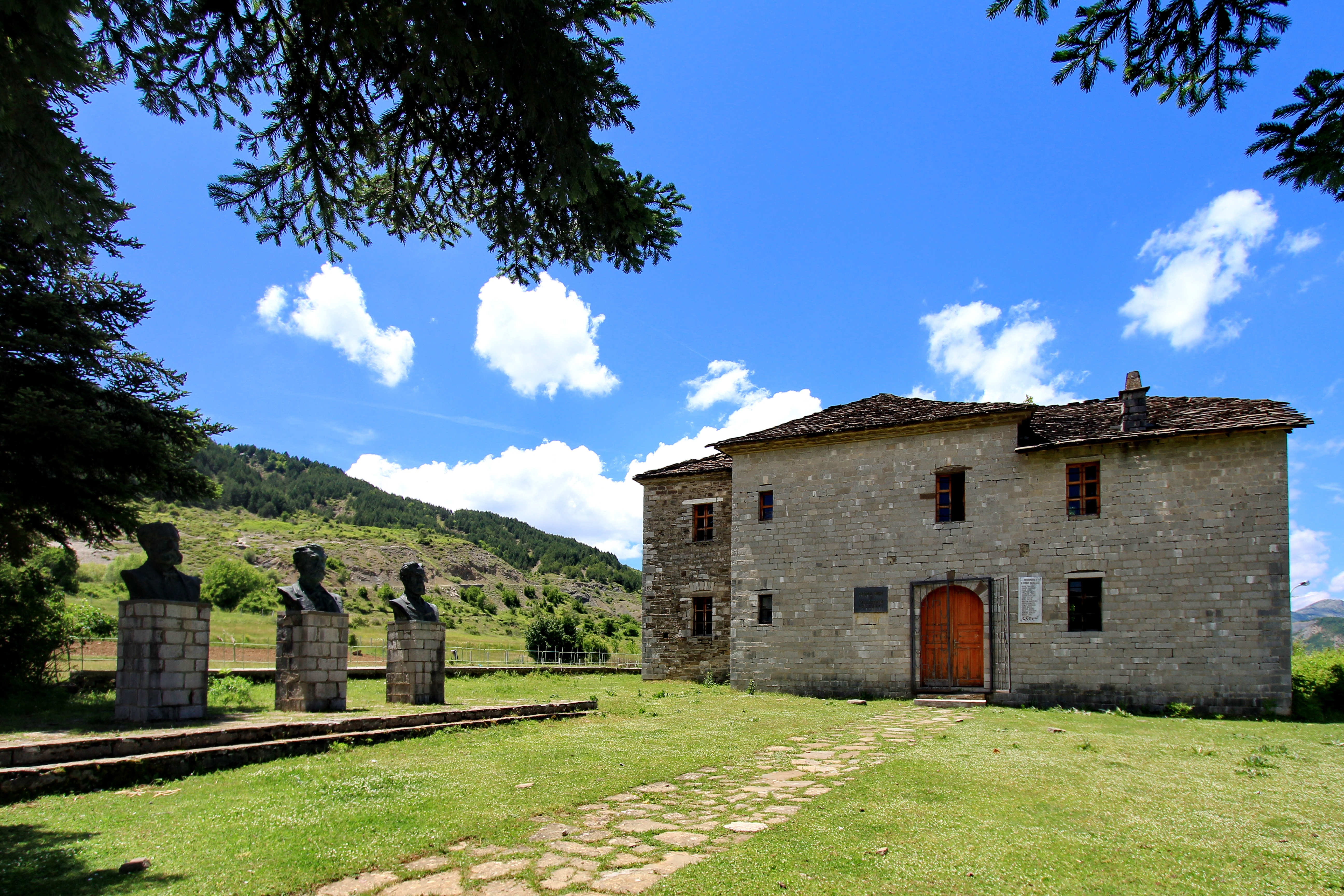
A Frashëri fivérek mellszobrai frashëri szülőházuknál

Naim Frashërit fivéreivel – Abdyl Frashërival és Sami Frashërival – együtt az albán nemzeti mozgalom legnagyobb hatású alakjai között tartja számon az utókor, de mindegyikük másképp szolgálta az albán nemzeti öntudat megerősödését. Naim Frashëri az albánok nagy nemzeti költője, a nemzeti romantika korszakának legnagyobb hatású irodalmára volt. Lírájával jelentősen hozzájárult a korszerű albán irodalmi nyelv megteremtéséhez, a délalbán (toszk) nyelvjárásból merítve új szavakkal és kifejezésekkel gazdagította anyanyelvét, újszerű prozódiai megoldásokat gyökereztetett meg a verselésben (pl. nyolclábú verssorok). A klasszikus keleti, főként a perzsa költészet verselési hagyományait is alkalmazva (pl. dagályos leírások, túlzóan díszítő képek), de meleg hangvételű, idillikus képekké szelídítve teremtette meg az elkövetkező albán költőnemzedékek számára iránymutató lírai formanyelvet. Életművének jelentősége azonban mégsem annyira művészi kifejezésmódjában, mint költeményeinek társadalmi és politikai mondanivalójában, költői hitvallásában keresendő. A vers fegyver volt kezében, amellyel öntudatára akarta ébreszteni az albán népet. Ars poeticáját áthatotta a felekezeti és területi különbségeken felülkerekedő albán nemzeti egység megteremtésének vágya, az albán nép polgárosodásába és politikai-gazdasági-kulturális felemelkedésébe vetett optimista hit. Hogy köztisztviselői pályáján ne érje hátrány, legtöbb hazafias költeményét és írását D. Keto álnéven vagy a N. H., N. H. F., N. F. kezdőbetűkkel szignózta.
Munkássága és költészete több ponton a magyar Petőfi Sándorra emlékeztetheti a magyar olvasót, ezért magyar szövegekben gyakran találkozni a Frashërira alkalmazott „albán Petőfi” epitheton ornansszal.

### Korai lírája
Gyerekkorában tett első költői szárnypróbálgatásait a frashëri bektásik bejtedzsi irodalmi hagyománya jellemezte, de e korai korszakból maradt fenn érett költői nyelvezetről tanúskodó szatirikus költeménye is. Ugyancsak tizenévesen ismerkedett meg perzsa szúfi misztikus költők, elsősorban Muszlih ad-Dín Szádi és Dzsalál ad-Dín Rúmí költeményeivel, 1875-ben elkészült – de csak 1888-ban Tahayyülat (’Álmok’) címen megjelent – első verseskötete erről a hatásról árulkodik.

### Hazafias költészete
Az albán nemzeti mozgalom, a Prizreni Liga tevékenységének 1877 utáni kibontakozásával párhuzamosan egyre erőteljesebben a hazafias versek jellemezték költészetét. 1880-ban írta meg Shqipëria (’Albánia’) című költeményét, amely az önrendelkezésért és a szabadságért harcoló nemzeti mozgalom egyik programadó dala lett, politikai és kulturális értelemben egyaránt. Az 1880-as évektől D. Keto álnév alatt különböző albán folyóiratokban jelentkezett hazafias verseivel. Az albán nép szabadságvágyán túlmutató, a Balkán valamennyi népét az oszmán iga lerázására felszólító, nagy hatású görög nyelvű verse 1886-ban jelent meg Bukarestben O Ἁληθής Πόθος τῶν Σκυπετάρων / O alithísz póthosz ton Szkipetáron (’A szkipetárok igaz óhaja’) címen.
Az 1880-as évek közepétől hazafiassága fokozatosan új formanyelvet öltött: többé nem annyira a szabadsághoz és a felemelkedéshez vezető harcra, a küzdelemre buzdítás volt verseinek közvetlen mondanivalója, hanem az albánság dicséretével, a hazaszeretet elégikus és idillikus költői kompozícióival hatott olvasóira. E korszakon belül költészetének legjelentősebb terméke az 1886-ban Bukarestben külön kötetben megjelent Bagëti e bujqësija (’A jószág és a földművelés’) című verse. A vergiliusi verselési hagyományokat idéző, 450 soros pásztorköltemény az albán táj szépségét, a föld javaiból élő vidéki nép egyszerű, tisztességes életét lírai képekkel festi le. Frashëri az albán költészet történelmében elsőként fordult az egyszerű nép mint téma felé, idillikus és optimista képei, egyszerű és letisztult nyelvezete bukolikus költeményeit széles körben ismertté és kedveltté tették. E korszak további jelentős verseskötetei a szintén hazája szépségeit megéneklő Luletë e verësë (’A nyár virágai’, Bukarest, 1890) és a misztikusabb hangvételű Parajsa dhe fjala fluturake (’A Paradicsom és a szárnyaló szó’, Bukarest, 1894).

### Vallásos prózája és költészete
Noha a felekezeti egyenlőség szószólója volt, Frashëri világlátását egész életében meghatározták a szülőföldről hozott bektási hagyományok. Erősen hitt abban, hogy az elfogadó és a türelem gyakorlására buzdító bektási hit egy napon az albánok vallásává, de legalábbis a muszlim és keresztény albánságot összekovácsoló tényezővé válhat. Több értekezést és tankönyvet írt a bektási hit és filozófia alapjairól, ezek közül a legjelentősebb a Mësime (’Tanítások’, Bukarest, 1894) és a Fletore e Bektashinjët (’Bektási jegyzetek’, Bukarest, 1895) címen megjelent művek. Ezek az összefoglalások kitűnő forrásművei a korabeli bektási hitelveknek, egyúttal arról is vallanak, hogy Frashëri kísérletet tett a török eredetű liturgikus kifejezések albán szavakkal való lecserélésére.
A prózai értekezéseken túlmenően vallásos költészetének legjelentősebb darabja a szintén Bukarestben 1898-ban megjelent, a bektási hagyományoknak mintegy oltárt állító Qerbelaja (’Kerbela’) című, huszonöt énekből álló vallásos epikus költemény. A mű a bektásik számára fontos történelmi eseményt, az ásúrá gyásznapra történeti magyarázattal szolgáló 680. évi kerbelai mészárlást és al-Huszajn ibn Ali mártírhalálát mondja el verses formában. A Frashëri-eposz sorait, egyes részleteit sok helyen ma is fennhangon olvassák fel az albániai bektási tekkékben ásúrá napján.
Hazafias lírájával összevetve vallási, oktató költeményei, ahogy filozófiai-vallási prózai munkái is, száraznak mondhatóak.

### Hőseposza
Maga Frashëri élete fő művének tartotta huszonkét énekből álló, 11 500 soros hőskölteményét, amely az oszmán nyomásnak ellenálló 15. századi hősnek, Kasztrióta György albán fejedelemnek állított emléket Istori’ e Skënderbeut címen (’Szkander bég históriája’, Bukarest, 1898). Valóban nagy hatású mű volt, a 19–20. századok fordulóján a legolvasottabb albán könyvek közé tartozott, olvasóit azzal a reménnyel töltötte el, hogy ha az albán nép egyszer képes volt az ellenállásra és a győzelemre, akkor újra képes lehet rá. Frashëri szándékaitól eltérően azonban nemzeti eposz mégsem lett belőle, a halála előtt két évvel megjelent monumentális költemény szerkezeti egyenetlensége, az epikai lendület hiánya és a száraz nyelvezet, a túlzóan didaktikus moralizálás miatt nem bizonyult annyira maradandónak, mint életművének más darabjai.

### Egyéb munkái

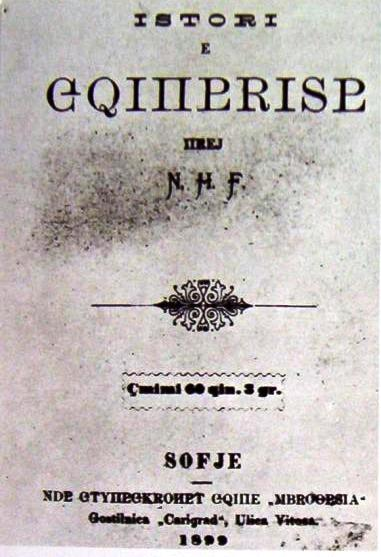
Frashëri Albánia történetéről írt, 1899-ben megjelent munkájának címlapja

Frashëri élete során huszonkét könyvet adott ki, ebből négyet török, kettőt görög, egyet perzsa, tizenötöt pedig albán nyelven. Költői munkáit nem számítva ezek jórészt az albán nyelvű oktatás szolgálatába állítandó tankönyvek, történelmi és földrajzi összefoglalások voltak, de írt török nyelvű népszerűsítő könyvet az emberiség nagy találmányairól és felfedezéseiről is.
Ezeknél a munkáknál jelentősebb volt műfordítói tevékenysége. Először törökre, majd albánra fordította le Homérosz Iliaszának egyes részleteit, utóbbi egyik fő táptalaja lett a pelaszg–albán leszármazástudat 19. század végi megerősödésének. Több kisebb világirodalmi alkotást, köztük Jean de La Fontaine meséit is átültette albánra.

## Főbb művei
Magyarul két versrészlete és három verse jelent meg az Albán költők antológiája című kötetben, Nagy László, Tóth Eszter, Lator László és Jékely Zoltán fordításában (1952), ezek némelyikét újraközölték A szomszéd népek irodalma (1962) és a Világirodalmi antológia (1962) című kötetekben.

### Költői munkák
- O Ἁληθής Πόθος τῶν Σκυπετάρων (’A szkipetárok igaz óhaja’). (görögül) Bukuresht: Drita. 1886.
- Bagëti e bujqësija (’A jószág és a földművelés’). (albánul) Bukuresht: Drita. 1886.  23 o
- Vjersha për mësonjëtoret e para (’Versek kisiskolásoknak’). (albánul) Bukuresht: Drita. 1886.  96 o
- Tahayyülat (’Álmok’). (perzsául) İstanbul: (kiadó nélkül). 1888.
- Luletë e verësë: Vjersha lirike (’A nyár virágai: Lírai versek’). (albánul) Bukuresht: Dituria. 1890.  80 o
- Parajsa dhe fjala fluturake: Vjershe (’A Paradicsom és a szárnyaló szó: Versek’). (albánul) Bukuresht: (kiadó nélkül). 1894.  126 o
- O Ἕρως (’, Ó, Szerelem’). (görögül) Stambull: (kiadó nélkül). 1895.
- Qerbelaja (’Kerbela’). (albánul) Bukuresht: Dituria. 1898.  347 o
- Istori’ e Skënderbeut (’Szkander bég históriája’). (albánul) Bukuresht: Tipografia e Shqiptarëvet. 1898.  310 o

### Műfordítások
- Ilyada (’Iliasz’). (törökül) İstanbul: (kiadó nélkül). 1886.
- Iliadhë: Këngë e parë (’Iliasz: Első ének’). (albánul) Përkth. Naim Frashëri. Bukuresht: Dituria. 1896.  77 o

### Tankönyvek és ismeretterjesztő munkák
- Kavaidi Farisiyye ber tarzi nevin (’Perzsa nyelvtan új módszer szerint’). (törökül) İstanbul: (kiadó nélkül). 1871.
- Ihtiraat ve keşfiyat (’Találmányok és felfedezések’). (törökül) İstanbul: (kiadó nélkül). 1881.
- Fusûli erbe’a (’A négy évszak’). (törökül) İstanbul: (kiadó nélkül). 1884.
- Këndonjëtoreja e këndimit çunavet këndonjëtoreja (’Olvasókönyv fiúiskolák számára’). (albánul) Bukuresht: Drita. 1886.  55 o
- Istori e përgjitheshme për mësonjëtoret të para (’Egyetemes történelem kisiskolásoknak’). (albánul) Bukuresht: Drita. 1886.  116 o
- Dituritë për mësonjëtoret të para (’Kisiskolások tudástára’). (albánul) Bukuresht: Dituria. 1888.  212 o
- Mësime (’Tanítások’). (albánul) Bukuresht: (kiadó nélkül). 1894.  126 o
- Gjithësija (’A világegyetem’). (albánul) Bukuresht: (kiadó nélkül). 1895.  140 o
- Fletore e Bektashinjët (’Bektási jegyzetek’). (albánul) Bukuresht: (kiadó nélkül). 1895.
- Istori e Shqipërisë (’Albánia története’). (albánul) Sofje: Mbrothësia. 1899.  44 o

## Emlékezete

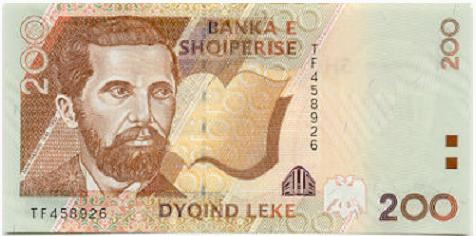
Frashëri portréja a 200 lekes bankjegyen

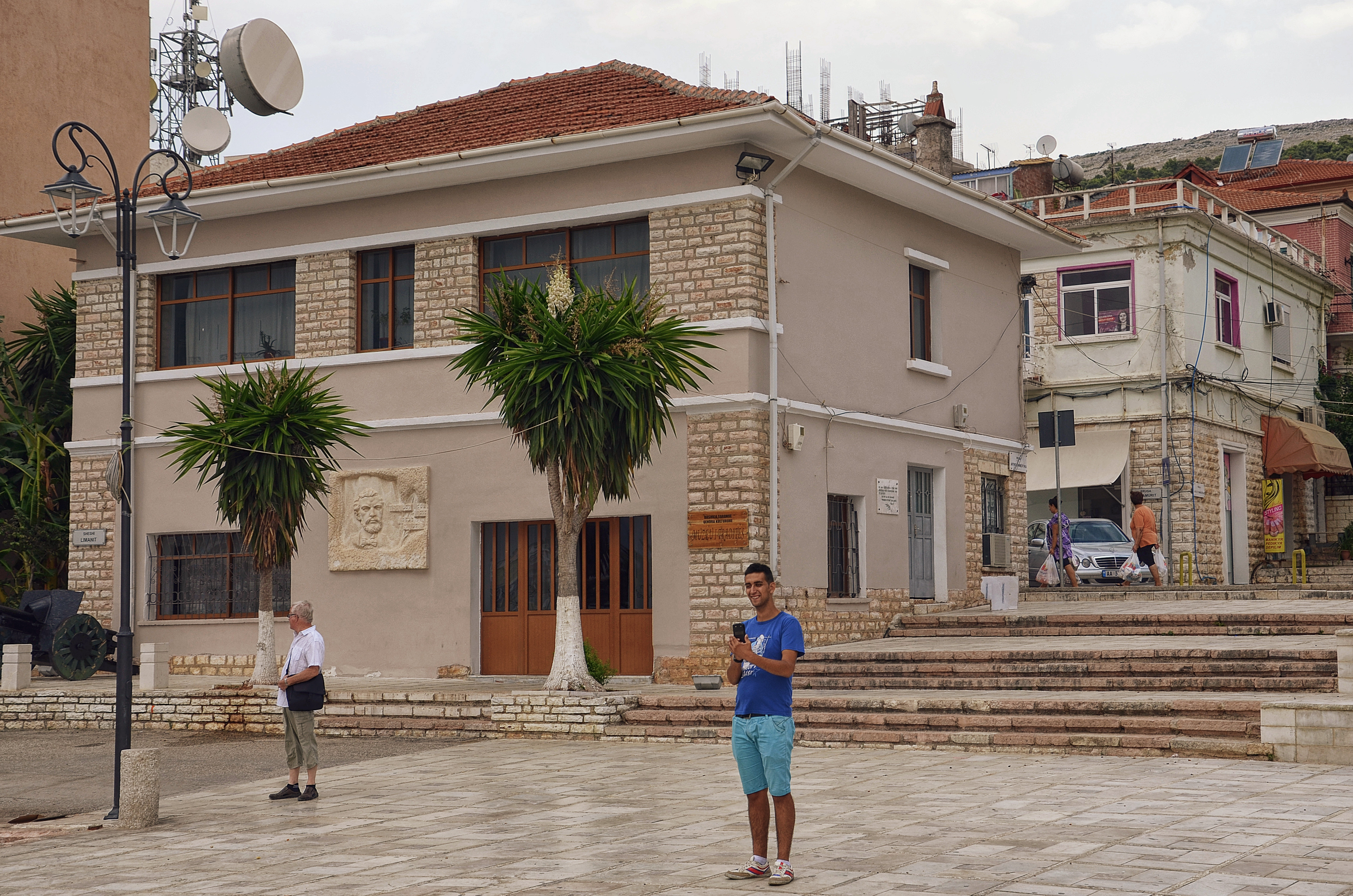
Az egykori sarandai vámház épülete, homlokzatán Frashëri-domborművel

A kevés számú, jórészt titokban működő albán iskolában már az 1880-as évektől a Gjuha jonë sa e mirë (’A mi nyelvünk milyen jó’) című Frashëri-vers soraival kezdték meg a tanítást. Naim Frashëri költészetének hatása a 20. század elején felnövekvő albán költőnemzedékre rendkívül nagy hatással volt. Nimbuszát – vallási idealizmusa ellenére – a kommunista korszak sem törte meg, a 20. század második felében továbbra is a nemzeti múlt legnagyobb alakjai között tartották számon. Nevét vette fel a legnagyobb állami szépirodalmi könyvkiadó (Shtëpia Botuese Naim Frashëri), fivéreivel együtt mellszobrot kapott a tiranai Nagyparkban. Életművének és emlékének tisztelegve róla nevezték el az egyik legfontosabb albán állami díjat, a művészet és a szellemi élet területén tevékenykedő személyeknek adományozható Naim Frashëri-díjat (Çmimi Naim Frashëri). Ezt mások mellett 1993-ban posztumusz a magyar Nopcsa Ferencnek is odaítéltek az albanológiai kutatások területén végzett munkásságáért.
Frashëri hamvait 1937-ben hozták haza Isztambulból Albániba, és helyezték végső nyugalomra szülőfalujában, Frashërban. A három fivér szülőházában 1974-emlékmúzeum nyílt. A sarandai épületben, ahol egykor vámtisztviselőként dolgozott, korábban az ő életművének is emléket állító oktatástörténeti tárlatot rendeztek be (ma Néphagyományok Múzeuma).